# Martina Walther
Martina Walther, född den 5 oktober 1963 i Zeulenroda i Tyskland, är en östtysk roddare.
Hon tog OS-guld i fyra utan styrman i samband med de olympiska roddtävlingarna 1988 i Seoul.